# Borgo Sant'Antonio Abate
Le borgo Sant'Antonio Abate (littéralement « bourg Saint-Antoine-l'Abbé », également connu en napolitain sous le nom Bùvero) est un quartier du centre historique de Naples. Il doit son nom à saint Antoine, patron titulaire de l'église du même nom.

## Description
Le Borgo Sant'Antonio Abate entoure la via Sant'Antonio Abate, une rue longue d'environ 800 m qui relie Porta Capuana à la Piazza Carlo III, célèbre pour son marché quotidien historique.
Ce quartier d'importance urbanistique et historique particulière est une des rares zones de la ville du XVe siècle à avoir conservé sa structure originelle jusqu'à nos jours.
Il comprend plusieurs édifices remarquables, dont :
- Église Saint-Antoine-l'Abbé
- Église de la Toussaint
- Église Sainte-Anne
- Couvent des Repenties[1]

## Crédits
- (it) Cet article est partiellement ou en totalité issu de l’article de Wikipédia en italien intitulé « Borgo Sant'Antonio Abate » (voir la liste des auteurs).